# Håkan Nesser
 Der er for få eller ingen kildehenvisninger i denne artikel, hvilket er et problem. Du kan hjælpe ved at angive troværdige kilder til de påstande, som fremføres i artiklen.

Sven "Håkan" Nesser (født 21. februar 1950 i Kumla) er en svensk forfatter.

## Liv og karriere
Nesser er søn af Sven August Nesser og Maria Olivia. Han blev født nær byen Kumla som også spiller en rolle i flere af hans bøger. Efter realskolen i Kumla begyndte han på gymnasiet i Hallsberg, derefter studerede han ved Uppsala universitet og blev i 1974 adjunkt i svensk og engelsk. I 1979 blev han lærer i Uppsala, stillingen havde han til han i 1998 blev forfatter på heltid.

## Forfatterskab
Nesser debuterede i 1988 med "Koreografen", fra 1993 har det primært været kriminalromaner han har skrevet.
Nesser skrev en serie i 10 bind med kriminalkommisær Van Veeteren som hovedfigur. Bøgerne foregår som andre af Nesser i en fiktiv by, her Maardam, som kunne være placeret i Benelux. Serien fungerer som andre skandinaviske krimiserier som en samlet kollektiv roman, hvor de forskellige gennemgående personer på skift optræder i betydende roller.
Derudover har Nesser en serie med Barbarotti i hovedrollen. Denne afsluttede serie udspiller sig også i en fiktiv by, Kymlinge, som har mange lighedspunkter med forfatterens hjemby, Kumla. Andre af Nessers bøger hører også sammen i mere eller mindre tilknyttede handlingsforløb.
Håkan Nesser blev tildelt den europæiske krimipris The Ripper Award i 2010
Nesser er bosat i Winsford i England.